# Danijel Jusup
Danijel Jusup (Zadar, 8. rujna 1961.) je hrvatski košarkaški trener i najtrofejniji trener u povijesti KK Zadar, s kojim je osvojio osam od ukupno 23 klupska trofeja. Trenutno je glavni trener Košarkaškog kluba Zadar koji se natječe u ABA ligi i Hrvatskoj košarkaškoj ligi.

## Trenerska karijera
Trenersku karijeru započeo je 1986. godine kao trener u omladinskom pogonu KK Zadra. Godine 1991. postao je pomoćni trener prve momčadi, a već sljedeće sezone, s 31 godinom, preuzeo je ulogu glavnog trenera. 
Od 1993. do 1996. vodio je KK Benston. Godine 1996. se vratio u Zadar gdje je ostao do 1999. te klubu donio prvi trofej nakon 12 godina, Kup Krešimir Ćosić. 
Potom je preuzeo poljski Anwil Włocławek, s kojim je sudjelovao u Saporta kupu. U Hrvatsku se vratio 2002. godine i ponovo vodio Zadar, s kojim je osvojio ABA ligu (Goodyear ligu) i Kup Krešimir Ćosić te dogurao do četvrtfinala ULEB kupa.
Nakon toga je trenirao KK Split te njemački Telekom Bonn. U sezoni 2008./09. vodio je ruski Lokomotiv Rostov. Sredinom 2010. godine nakratko je bio trener HKK Široki, a zatim se vratio na klupu Zadra.
U razdoblju od 2012. do 2017. bio je trener KK Zagreb. U travnju 2018. ponovno je preuzeo Široki kojeg odvodi do naslova prvaka Bosne i Hercegovine, a od listopada 2019. do lipnja 2020. peti je put bio trener Zadra. Ponovo je nakon 12 sušnih godina matičnom klubu donio trofej - Kup Krešimir Ćosić. 
Trenerski posao ponovo ga odvodi u Široki iz kojeg se u Zadar vraća 2022. godine. U tri sezone Jusup je u grad košarke donio četiri trofeja, tri naslova prvaka Hrvatske i jedan Kup. U lipnju 2025. produžio je suradnju s KK Zadar do kraja sezone 2025./26.
Uz trofeje, dobitnik je i brojnih individualnih priznanja. Proglašen je trenerom godine u Hrvatskoj 1998., 2003., 2023. i 2024. Eurobasket.com ga je izabrao za trenera godine u BiH 2019. i Hrvatskoj 2020. U sezoni 2023./24. proglašen je najboljim trenerom ABA lige, a Zadarska županija dodijelila mu je nagradu za sportska postignuća ostvarena u 2024. godini.
Na reprezentativnoj razini, 1993. godine vodio je hrvatsku sveučilišnu reprezentaciju na Univerzijadi u Buffalu, a 1999. bio je pomoćni trener seniorske reprezentacije Hrvatske.
Sudjelovao je kao glavni trener u All Star utakmicama Hrvatske lige 1997., 1998., 2003., 2004. i 2007. godine.

## Postignuća

### KK Zadar
- 1 puta prvak ABA lige: (2002./2003.)
- 3 puta prvak Hrvatske: (2021./2022., 2022./2023., 2023./2024.)[1]
- 4 puta pobjednik Kupa Krešimir Ćosić: (1998., 2003., 2020., 2023.)[2]

### HKK Široki
- 1 puta prvak Bosne i Hercegovine: (2018./2019.)

## Vremenska crta uspjeha
- 1992./1993.: Euroliga – završnica (Top 16)
- 1997./1998.: Osvajač Kupa Krešimir Ćosić; finalist hrvatskog prvenstva[3]
- 1998./1999.: Prvak regularnog dijela hrvatskog prvenstva; finalist hrvatskog prvenstva[4]
- 1999./2000.: Finalist poljskog prvenstva
- 2000./2001.: Četvrtfinale Saporta kupa
- 2002./2003.: Osvajač ABA lige; osvajač Kupa Krešimir Ćosić; polufinalist hrvatskog prvenstva; četvrtfinale ULEB kupa[5]
- 2003./2004.: Finalist Kupa i prvenstva Hrvatske[6]
- 2009./2010.: Prvak regularnog dijela hrvatskog prvenstva; finalist hrvatskog prvenstva[7]
- 2013./2014.: Finalist Kupa Hrvatske
- 2018./2019.: Prvak BiH; prvak regularnog dijela BiH lige[8]
- 2019./2020.: Osvajač Kupa Krešimir Ćosić
- 2021./2022.: Prvak regularne sezone BiH; finalist Druge ABA lige; finalist Kupa BiH[9]
- 2022./2023.: Četvrtfinale ABA lige; drugi najbolji trener ABA lige; prvak Hrvatske[10]
- 2023./2024.: Četvrtfinale ABA lige; najbolji trener ABA lige; prvak Hrvatske, osvajač Kupa Krešimir Ćosić[11]
- 2024./2025.: Prvak Hrvatske

## Nagrade i priznanja
- Trener godine u Hrvatskoj: 1998., 2003., 2023., 2024.[12]
- Trener godine BiH lige (Eurobasket.com): 2019.
- Trener godine Hrvatske lige (Eurobasket.com): 2020.[13]
- Trener sezone ABA lige: 2023./2024.
- Nagrada Zadarske županije za postignuća u sportu: 2024[14]

## All Star utakmice - glavni trener:
- Hrvatska liga: 1997., 1998., 2003., 2004., 2007.

## Vanjske poveznice
- Službena stranica KK Zadar